# Malcolm Barcola
Pour les articles homonymes, voir Barcola.
Malcolm Barcola, né le 14 mai 1999 à Lyon, est un footballeur international togolais qui évolue au poste de gardien de but. Passé par le FK Tuzla City, en Bosnie-Herzégovine, après avoir été formé à l'Olympique lyonnais, il signe au club portugais de  Paços de Ferreira à l'été 2024. Il est le frère aîné de l'attaquant Bradley Barcola.

## Biographie
Né en France d'une mère française d'un père togolais, Malcolm Barcola commence le football au poste d'attaquant mais est obligé, sur ordre du médecin, de changer de poste et de devenir gardien de but à cause d'ennuis de santé,.

### En club
Malcolm Barcola arrive au centre de formation de l'Olympique lyonnais à l'été 2016 après être passé par l'AS Bron, le FC Lyon, l'ASVEL, le FC Vaulx en Velin et l'AS Lyon-Duchère. 

#### Formation à l'Olympique lyonnais
Le 8 septembre 2018, il joue son premier match avec l'équipe réserve de l'Olympique lyonnais lors d'une défaite 2-0 face à Marseille Endoume Catalans.
Barcola joue son premier match de Youth League le 19 septembre 2018 lors de la première journée des phases de poules. Il est titulaire et joue l'intégralité de cette rencontre remportée 4-1 face à Manchester City. Il réalise son premier clean-sheet le 2 octobre 2018 face au Chaktar Donetsk lors de la deuxième journée de phases de poules. Le club lyonnais sera finalement éliminé face au FC Barcelone en quarts-de-finale.
Il signe son premier contrat professionnel avec l'Olympique lyonnais le 1er février 2019 jusqu'en 2022 après des bonnes performances avec l'équipe réserve du club lyonnais en National 2.

#### Départ à l'étranger
À l'été 2022, en fin de contrat avec l'Olympique lyonnais, et alors qu'il n'a jamais pu faire ses débuts en équipe première, Malcolm Barcola décide d'aller chercher du temps de jeu à l'étranger. Le portier togolais, qui compte alors déjà dix-huit sélections en équipe nationale, s'engage donc en Bosnie-Herzégovine, pour le FK Tuzla City, tout récent qualifié pour la Conference League. Barcola ne fait cependant pas ses débuts pour le club bosnien lors du premier tour préliminaire de la compétition, remporté 6-0 à l'aller et 2-0 au retour face aux Saint-Marinais du SP Tre Penne. Il n'est pas non plus du onze qui s'incline 1-0 face aux Néerlandais de l'AZ Alkmaar au match aller du tour suivant, puis 4-0 au match retour.
Malcolm Barcola doit attendre le 19 octobre 2022 pour faire ses grands débuts avec le FKTC, au cours d'un match de coupe nationale remporté 5-2 contre le FK Alfa Modriča. Si Barcola ne joue qu'une mi-temps au cours de cette rencontre de Kup BIH, il est titularisé une semaine plus tard en championnat. Barcola réalise une clean-sheet face aux redoutables attaquants du HŠK Zrinjski Mostar, alors leader du championnat, permettant à son équipe d'obtenir le point du nul (0-0). Au cours de la rencontre, Barcola écope d'un carton jaune à la 54e minute de jeu. Barcola s'impose alors comme le titulaire dans la cage pendant près d'un mois. Mais une série de trois défaites consécutives contre le FK Željezničar Sarajevo (2-1), le FK Leotar Trebinje (4-0) et à nouveau le HŠK Zrinjski Mostar (2-1) conduisent de nouveau Barcola sur le banc.
C'est à nouveau un match de Kup BIH qui permet à Barcola de retrouver une place de titulaire, près de quatre mois après sa dernière apparition. Le portier formé à l'Olympique lyonnais garde la cage des siens pour le match retour des quarts-de-finale. Après une large victoire 5-0 à l'aller, le club de Tuzla ne fait qu'une bouchée du FK Rudar Prijedor, pensionnaire de deuxième division, et s'impose 2-0 au match retour. Il faut à nouveau attendre un mois sur le banc pour Barcola, qui ne réapparaît que le 14 avril 2023 en championnat. L'adversaire du jour, le FK Velež Mostar, quatrième du championnat, est alors mieux classé que le FKTC, septième. Un match nul 1-1 laisse finalement les deux équipes sur leur faim, mais pas Barcola, qui est à nouveau titulaire le match suivant. Encore une fois, c'est un match de coupe pour le gardien du Togo. Mais le HŠK Zrinjski Mostar est cette fois-ci bien trop fort pour Tuzla, qui s'incline 4-0 au match retour des demi-finales, après avoir déjà perdu 3-0 à l'aller.
Après cette désillusion, et alors que le classement du club du nord-est de la Bosnie-Herzégovine est en danger, Malcolm Barcola est à nouveau mis sur la touche. Mais une série du trois défaites en quatre matchs vont pousser Milenko Bosnjakovic, l'entraîneur arrivé à la mi-saison au FKTC, à faire de nouveau confiance son jeune gardien. Le 13 mai, Barcola est titulaire face à un club qu'il a déjà affronté plus tôt dans la saison, le FK Leotar Trebinje. Malgré une défaite 3-2, Bosnjakovic maintient sa confiance dans Barcola pour le match suivant. Et bien lui en prend, car Barcola réalise un match exemplaire, et n'encaisse aucun but face à l'Igman de Konjic, permettant aux siens de sécuriser une précieuse victoire 1-0 et de sortir de la zone de relégation. Le 28 mai suivant, alors que Bosnjakovic maintient sa confiance à Barcola, le jeune gardien réalise une deuxième clean sheet consécutive, sécurisant une impressionnante victoire 3-0 contre le leader du championnat, le HŠK Zrinjski Mostar, malgré dix minutes à 10 contre 11 à la suite de l'expulsion du milieu de terrain serbe Dušan Pantelić.
Le 1er juillet 2023, après une saison en demi-teinte en Bosnie-Herzégovine (11 matchs disputés), Malcolm Barcola se retrouve libre de tout contrat. Au même moment, son frère Bradley Barcola se révèle à l'Olympique lyonnais, et choisit de changer d'agent. Mendes promet au cadet des Barcola d'aider l'aîné dans la suite de sa carrière. Le talentueux et réputé Jorge Mendes devient donc l'agent des deux frères Barcola. Après avoir passé la saison 2023-2024 en tant qu'agent libre, Malcolm signe à l'été 2024 pour le club portugais de  Paços de Ferreira.

### En sélection
En mai 2018, il est sélectionné avec les U21 togolais pour deux matchs amicaux. En octobre 2018, il est convoqué par le sélectionneur Claude Le Roy pour des matchs comptants pour les éliminatoires de la Coupe d'Afrique des nations. Malcolm Barcola reçoit sa première sélection avec le Togo le 10 septembre 2019 face aux Comores dans le cadre des éliminatoires de la Coupe du monde 2022.

### Vie privée
Malcolm Barcola est le grand-frère de Bradley Barcola qui évolue d'abord au poste d'ailier gauche avec les moins de 19 ans de l'Olympique lyonnais, avant de, lui aussi, passer professionnel. Son jeune frère fait d'ailleurs ses débuts en professionnels avant lui, lors de la saison 2021-2022 de l'Olympique lyonnais. Malcolm obtient son baccalauréat lors de l'été 2017 alors qu'il étudie au centre de formation de l'Olympique lyonnais.

## Statistiques
| Saison                | Club                  | Championnat           | Championnat | Championnat | Championnat | Coupe nationale | Coupe nationale | Coupe nationale | Coupe de la Ligue | Coupe de la Ligue | Coupe de la Ligue | Compétition(s) continentale(s) | Compétition(s) continentale(s) | Compétition(s) continentale(s) | Compétition(s) continentale(s) | Togo | Togo | Togo | Total | Total | Total |
| Saison                | Club                  | Division              | M.          | B.          | P.d.        | M.              | B.              | P.d.            | M.                | B.                | P.d.              | Comp.                          | M.                             | B.                             | P.d.                           | M.   | B.   | P.d. | M.    | B.    | P.d.  |
| 2018-2019             | Olympique lyonnais B  | National 2            | 5           | 0           | 0           | -               | -               | -               | -                 | -                 | -                 | -                              | -                              | -                              | -                              | -    | -    | -    | 5     | 0     | 0     |
| 2019-2020             | Olympique lyonnais B  | National 2            | 5           | 0           | 0           | -               | -               | -               | -                 | -                 | -                 | -                              | -                              | -                              | -                              | 5    | 0    | 0    | 10    | 0     | 0     |
| 2020-2021             | Olympique lyonnais B  | National 2            | 2           | 0           | 0           | -               | -               | -               | -                 | -                 | -                 | -                              | -                              | -                              | -                              | 5    | 0    | 0    | 7     | 0     | 0     |
| 2021-2022             | Olympique lyonnais B  | National 2            | 17          | 0           | 0           | -               | -               | -               | -                 | -                 | -                 | -                              | -                              | -                              | -                              | 8    | 0    | 0    | 25    | 0     | 0     |
| Sous-total            | Sous-total            | Sous-total            | 29          | 0           | 0           | -               | -               | -               | -                 | -                 | -                 | -                              | -                              | -                              | -                              | 18   | 0    | 0    | 47    | 0     | 0     |
| 2022-2023             | FK Tuzla City         | Premijer Liga         | 8           | 0           | 0           | 3               | 0               | 0               | -                 | -                 | -                 | C4                             | 0                              | 0                              | 0                              | 2    | 0    | 0    | 13    | 0     | 0     |
| Sous-total            | Sous-total            | Sous-total            | 8           | 0           | 0           | 3               | 0               | 0               | -                 | -                 | -                 | -                              | 0                              | 0                              | 0                              | 2    | 0    | 0    | 13    | 0     | 0     |
| Total sur la carrière | Total sur la carrière | Total sur la carrière | 37          | 0           | 0           | 3               | 0               | 0               | 0                 | 0                 | 0                 | -                              | 0                              | 0                              | 0                              | 20   | 0    | 0    | 60    | 0     | 0     |